# Beitragssatzstabilität
Der Grundsatz der Beitragssatzstabilität gehört zu den allgemeinen Grundsätzen, welche im Recht der gesetzlichen Krankenversicherung für die Beziehungen der Krankenkassen zu den Leistungserbringern gelten und der Sicherstellung der vertragsärztlichen Versorgung dienen. Vereinbarungen über die Vergütung der vertragsärztlichen Leistungen sind so zu gestalten, dass die Leistungsausgaben die Beitragseinnahmen nicht überschreiten.

## Gesetzliche Regelung
Der Grundsatz war Teil des Gesundheitsstrukturgesetzes vom 21. Dezember 1992. In § 71 SGB V heißt es:

„1) Die Vertragspartner auf Seiten der Krankenkassen und der Leistungserbringer haben die Vereinbarungen über die Vergütungen nach diesem Buch so zu gestalten, dass Beitragssatzerhöhungen ausgeschlossen werden, es sei denn, die notwendige medizinische Versorgung ist auch nach Ausschöpfung von Wirtschaftlichkeitsreserven ohne Beitragssatzerhöhungen nicht zu gewährleisten (Grundsatz der Beitragssatzstabilität). Ausgabensteigerungen auf Grund von gesetzlich vorgeschriebenen Vorsorge- und Früherkennungsmaßnahmen oder für zusätzliche Leistungen, die im Rahmen zugelassener strukturierter Behandlungsprogramme (§ 137g) auf Grund der Anforderungen der Rechtsverordnung nach § 266 Abs. 7 erbracht werden, verletzen nicht den Grundsatz der Beitragssatzstabilität.“

Von der Vorschrift sind vorrangig die Gesamtverträge über die Gesamtvergütung der vertragsärztlichen und der vertragszahnärztlichen Leistungen betroffen einschließlich der zahnärztlichen und zahntechnischen Leistungen bei Zahnersatz sowie die Preise für Heil- und für Hilfsmittel. Zu den Vereinbarungen über die Vergütungen „nach diesem Buch“ gehören aber auch die Vergütungsvereinbarungen mit den Trägern der zugelassenen Vorsorge- oder Rehabilitationseinrichtungen, mit dem Müttergenesungswerk oder mit ambulanten Rehabilitationseinrichtungen sowie die Vergütungsvereinbarungen über vor- und nachstationäre Behandlung im Krankenhaus.
Der Grundsatz der Beitragssatzstabilität ist auch bei der Vergütung ambulanter Krankenhausleistungen sowie Leistungen der häuslichen Krankenpflege anzuwenden.

## Praktische Umsetzung
Das Bundesministerium für Gesundheit und Soziale Sicherung stellt bis zum 15. September eines jeden Jahres für die Vereinbarungen der Vergütungen des jeweils folgenden Kalenderjahres die durchschnittlichen Veränderungsraten der beitragspflichtigen Einnahmen aller Mitglieder der Krankenkassen fest (Grundlohnsummenveränderung).
Der Grundsatz lässt Beitragssatzsteigerungen zu, sofern die notwendige medizinische Versorgung auch unter Ausschöpfung von Wirtschaftlichkeitsreserven nicht zu gewährleisten ist. Er will damit der medizinischen Entwicklungen und Veränderungen der Morbiditätsstruktur der Versicherten Rechnung tragen. Ausgabensteigerungen aufgrund gesetzlich vorgeschriebener Vorsorgemaßnahmen oder zugelassener strukturierter Behandlungsprogramme (Disease-Management-Programme) verletzen nicht den Grundsatz der Beitragssatzstabilität. Die Höhe der Gesamtvergütung folgt demnach nicht der demographischen Entwicklung, der Änderung der Morbidität, dem medizinischen Fortschritt oder der Arztzahlentwicklung, sondern ist gesetzlich auf die Steigerung der Grundlohnsumme beschränkt. Sie folgt also nicht dem Bedarf, sondern einem geringer wachsenden sachfremden Parameter.
Die Krankenkassen legen seit Einführung des Gesundheitsfonds die Beitragssätze nicht mehr selbst fest. Trotzdem haben sie auch zukünftig den Grundsatz der Beitragssatzstabilität zu beachten. Überhöhte Ausgaben haben weiterhin Auswirkungen auf den bundeseinheitlichen Beitragssatz und den kassenindividuellen Zusatzbeitrag.

## Zahnärztlicher Bereich
Im zahnärztlichen Bereich wurden durch das GKV-Versorgungsstrukturgesetz die strengen Anforderungen der Beitragssatzstabilität gelockert. In § 85 Abs. 3 SGB V heißt es:

„In der vertragszahnärztlichen Versorgung vereinbaren die Vertragsparteien des Gesamtvertrages die Veränderungen der Gesamtvergütungen unter Berücksichtigung der Zahl und Struktur der Versicherten, der Morbiditätsentwicklung, der Kosten- und Versorgungsstruktur, der für die vertragszahnärztliche Tätigkeit aufzuwendenden Arbeitszeit sowie der Art und des Umfangs der zahnärztlichen Leistungen, soweit sie auf einer Veränderung des gesetzlichen oder satzungsmäßigen Leistungsumfangs beruhen. Bei der Vereinbarung der Veränderungen der Gesamtvergütungen ist der Grundsatz der Beitragssatzstabilität (§ 71) in Bezug auf das Ausgabenvolumen für die Gesamtheit der zu vergütenden vertragszahnärztlichen Leistungen ohne Zahnersatz neben den Kriterien nach Satz 1 zu berücksichtigen.“

Wesentlich ist die Neuformulierung des Gesetzestextes im Vergleich zur bis zum 31. Dezember 2012 gültigen Fassung, wonach die Beitragssatzstabilität seit 1. Januar 2013 nicht mehr zu beachten, sondern zu berücksichtigen ist, also nur noch neben den in § 85 Abs. 3 aufgeführten Kriterien zur Findung einer angemessenen Honorarsteigerung bei den jährlichen Vertragsverhandlungen zwischen Krankenkassen und Kassenzahnärztlichen Vereinigungen.
Das Kriterium der Zahl und Struktur der Versicherten ermöglicht die Zahl der Familienversicherten zu berücksichtigen. Ebenso wird die sich durch Zu- und/oder Abwanderungen ergebenden Veränderungen der Versichertenstruktur erfasst, was bis 2012 nicht der Fall war. Das Kriterium der Morbiditätsentwicklung stellt einen maßgeblichen Parameter für den zahnärztlichen Behandlungsbedarf dar. Das Kriterium der Kosten- und Versorgungsstruktur lässt die Berücksichtigung der Kostensteigerungen in den Zahnarztpraxen zu, insbesondere, wenn diese durch gesetzliche Vorschriften ausgelöst worden sind, beispielsweise höhere Kosten durch aufwändigere Hygienemaßnahmen. Auch die aufzuwendende Arbeitszeit sowie Art und Umfang der zahnärztlichen Leistungen findet Einzug als weiteres Kriterium.
Durch die Neufassung wird auch das Beanstandungsrecht durch die Aufsichtsbehörden eingeschränkt, die bis 2012 im Wesentlichen nur die Beitragssatzstabilität anhand der Grundlohnsummenveränderungsrate zu prüfen hatten. Seit 2013 beschränkt sich das Beanstandungsrecht auf ein Nichteinhalten der sonstigen rechtlichen Rahmenbedingungen des Fünften Buches Sozialgesetzbuch und einer Überprüfung der nachvollziehbaren und angemessenen Berücksichtigung der genannten Kriterien, wobei den Vertragspartnern, gegebenenfalls auch dem Schiedsamt ein nicht unerheblicher Ermessensspielraum bleibt. Eine „angemessenen Berücksichtigung“ bedeutet jedoch nicht zwingend eine vollständige Berücksichtigung der entstandenen Zusatzkosten. Um dem unverändert geltenden Grundsatz der Beitragssatzstabilität gerecht zu werden, kann auch von einer vollständigen Berücksichtigung abgesehen werden und nur eine teilweise Berücksichtigung erfolgen, mit der Konsequenz, dass ein Teil der Zusatzkosten von den Zahnärzten – gewinnreduzierend – zu tragen sind.

## Krankenhaus
Auch in der Verordnung zur Regelung der Krankenhauspflegesätze (Bundespflegesatzverordnung – BPflV) gilt der Grundsatz der Beitragssatzstabilität.

## Pflegeversicherung
Für die Pflegekassen ist die Geltung des Grundsatzes der Beitragssatzstabilität in § 70 SGB XI niedergelegt.

## Weblink
- Jürgen Lichey, Wolfgang Schilling, Günther Jonitz: Ökonomie und Ethos im Gesundheitswesen: Die Mär der Kostenexplosion Deutsches Ärzteblatt 2017; 114(24): A-1176 / B-981 / C-959